# Escut de Montmaneu

Escut oficial de Montmaneu

L'escut oficial de Montmaneu té el següent blasonament:
Escut caironat: d'or, quatre pals de gules; ressaltant sobre el tot un mont de sable movent de la punta somat d'un món d'atzur creuat i cintrat d'argent. Per timbre, una corona mural de poble.

## Història
Va ser aprovat el 10 de febrer del 2003 i publicat al DOGC el 25 del mateix mes amb el número 3830.
Tant el món com el mont són senyals parlants al·lusius al nom del poble. Els quatre pals de Catalunya recorden que la Panadella (el cap del municipi) va pertànyer al monestir de Santes Creus, que allotja una part del panteó reial.